# سیارک ۱۰۴۲۳
سیارک ۱۰۴۲۳ (به انگلیسی: 10423 Dajcic، نامگذاری:1999BB) ده هزار و چهارصد و بیست و سومین سیارک کشف شده‌است که در ۱۶ ژانویه ۱۹۹۹ کشف شد.